# Onno Eichelsheim

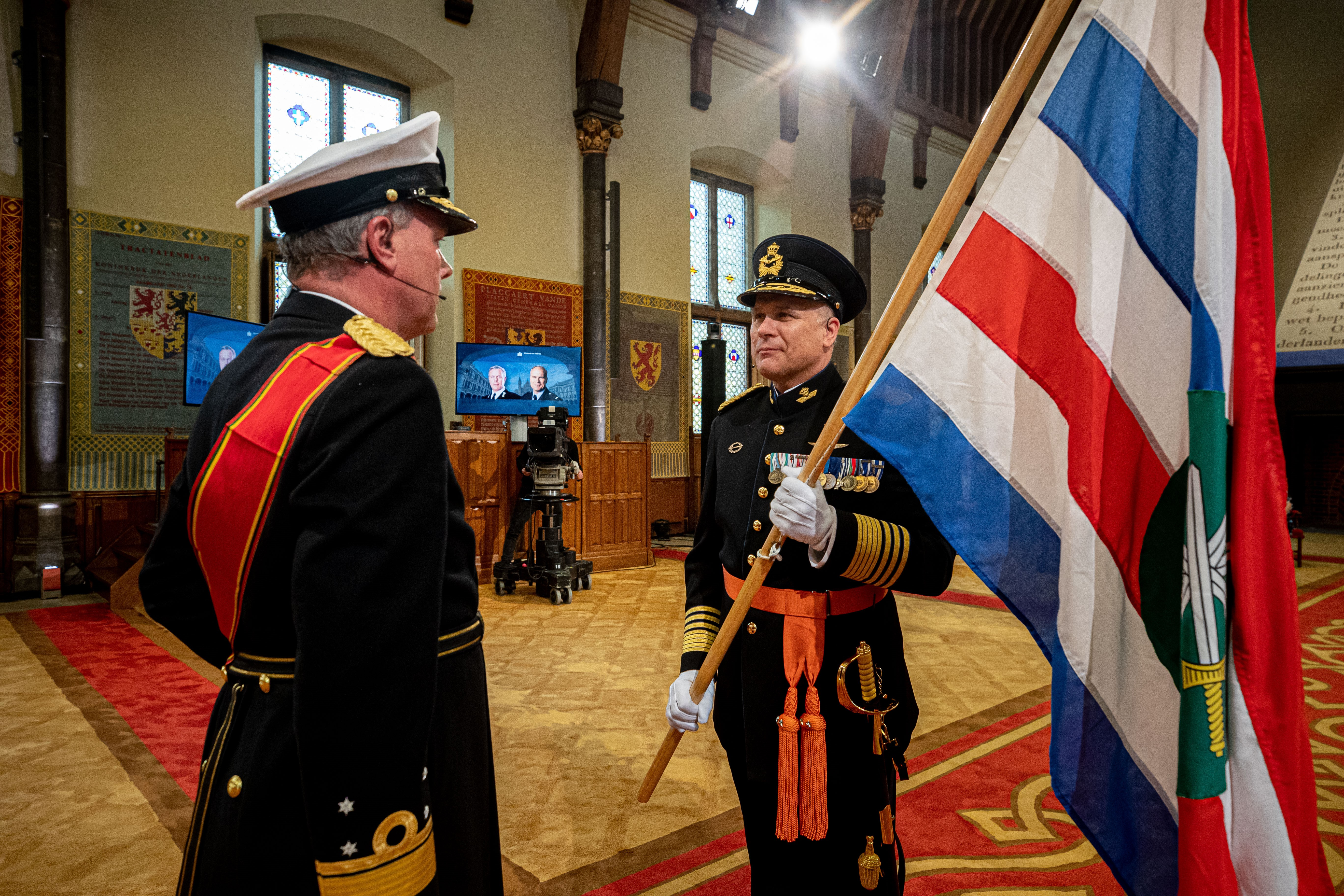
Generaal Eichelsheim neemt de onderscheidingsvlag in ontvangst van scheidend CDS luitenant-admiraal Rob Bauer tijdens de commando-overdracht in de Ridderzaal

Onno Eichelsheim (Schiedam, 1966) is een Nederlandse generaal van de Koninklijke Luchtmacht. Sinds 15 april 2021 is hij Commandant der Strijdkrachten (CDS) van de Nederlandse krijgsmacht in de rang van generaal.

## Carrière
Onno Eichelsheim (niet te verwarren met L.E. Eichelsheim, ook oud-luchtmachtvlieger) werd geboren in Schiedam, groeide op in Bergambacht en ging naar school in Schoonhoven. Hij begon zijn militaire carrière in augustus 1986 aan de Koninklijke Militaire Academie (KMA) als cadet van de Koninklijke Luchtmacht (KLu), bestemd voor het vakgebied Vliegoperatiën (Helikopter). In 1990 behaalde hij zijn KMA-diploma van de studierichting Mens en Organisatie, en in datzelfde jaar voltooide hij de elementaire vliegopleiding op vliegbasis Woensdrecht en werd helikoptervlieger bij 299 Squadron op vliegbasis Deelen, dat was uitgerust met de Messerschmitt-Bölkow-Blohm Bo-105C lichte helikopter. Daarna werd hij opgeleid voor de AH-64 Apache gevechtshelikopter en geplaatst bij 301 Squadron, de eerste eenheid bij de KLu die (in 1995) werd uitgerust met de Apache. Als helikoptervlieger diende Eichelsheim onder meer in Bosnië. Zijn tactical call sign is "Speedy".
In 2000 was hij verantwoordelijk voor de planning van de eerste uitzending van een Apache-detachement naar Djibouti voor de VN-operatie UNMEE. Daarna werd hij commandant van de Apache-helikoptergroep van 11 Luchtmobiele Brigade. In 2007 werd Eichelsheim commandant van 302 Squadron, dat hij met 301 Squadron samenvoegde tot één squadron.
Van 2009 tot augustus 2011 was Eichelsheim als luitenant-kolonel Hoofd Sectie Helikopters KLu en verantwoordelijk voor Operationeel Beleid & Behoeftestelling.

Van 2011 tot 2014 was Eichelsheim als kolonel hoofd van de Afdeling Helikopter Operaties van het Defensie Helikopter Commando (DHC).
Eichelsheim werd in juni 2014 Directeur Operaties van de Koninklijke Luchtmacht, onder gelijktijdige bevordering tot commodore. In deze functie bij de luchtmacht ging hij over buitenlandse missies.
Begin april 2016 volgde Eichelsheim schout-bij-nacht Pieter Bindt op als directeur van de Militaire Inlichtingen- en Veiligheidsdienst (MIVD). Hij startte op 1 februari 2016 met inwerken. Bij zijn aanstelling werd Eichelsheim bevorderd tot generaal-majoor. Begin oktober 2018 kwam Eichelsheim verschillende keren in het nieuws toen de MIVD een Russische cyberoperatie bij de Organisatie voor het Verbod op Chemische Wapens (OPCW) in Den Haag verstoorde en naar buiten bracht.
Op 1 juli 2019 werd Eichelsheim benoemd als plaatsvervangend Commandant der Strijdkrachten; hij was de opvolger van Martin Wijnen. Bij deze gelegenheid werd hij tevens bevorderd tot luitenant-generaal. Jan Swillens volgde hem op als directeur van de MIVD.
Vanaf 15 april 2021 vervult Eichelsheim de functie van Commandant der Strijdkrachten (CDS); hij was de opvolger van Rob Bauer. Hij werd tegelijkertijd bevorderd tot generaal.

## Uitzendingen
Eichelsheim is vijfmaal uitgezonden geweest: driemaal naar Bosnië en tweemaal naar Afghanistan. Hij was onder andere van 15 juni 1999 tot 15 september 1999 als majoor commandant van het "Apache-detachement SFOR" in Tuzla.
In 2004 was hij als luitenant-kolonel commandant van het Apache-detachement voor ISAF in Kabul, Afghanistan.
Zijn meest recente uitzending was in 2006 met TFU-1 naar Tarin Kowt in de Afghaanse provincie Uruzgan, waar hij als luitenant-kolonel commandant van de Air Task Force (ATF) op Kamp Holland was. Op 26 februari 2007 droeg Eichelsheim het bevel van de ATF over aan zijn opvolger.

## Rangen en plaatsingen
- 15 april 2021 – heden: generaal, Commandant der Strijdkrachten[14]
- 2019 – 2021: luitenant-generaal, Plaatsvervangend Commandant der Strijdkrachten[9]
- 2016 – 2019: generaal-majoor, Directeur MIVD[7]
- 2014 – 2016: commodore, Directeur Operaties Koninklijke Luchtmacht[7]
- 2011 – 2014: kolonel, Hoofd Helikopter Operaties bij Defensie Helikopter Commando (DHC)[6]
- 2009 – 2011: luitenant-kolonel, Hoofd Beleid en Behoeftestelling Helikopters van de Luchtmachtstaf
- 2005 – 2009: luitenant-kolonel, commandant bij 301 Squadron (AH-64 Apache), Vliegbasis Gilze-Rijen
- 2001 – 2005: majoor, officier bij 302 Squadron
- 2000 – 2001: majoor, planner Apache-detachement VN-vredesmissie UNMEE
- 1996 – 1999: kapitein-vlieger bij 301 Squadron, AH-64 Apache, Vliegbasis Gilze-Rijen
- 1990 – 1996: tweede/eerste luitenant-vlieger bij 299 Squadron, BO-105, Vliegbasis Deelen
- 1986 – 1990: cadet, Koninklijke Militaire Academie

## Decoraties
| Decoratie | Naam                                                                                |
| --------- | ----------------------------------------------------------------------------------- |
|           | Herinneringsmedaille VN-Vredesoperaties                                             |
|           | Herinneringsmedaille Multinationale Vredesoperaties met cijfer 2                    |
|           | Herinneringsmedaille Vredesoperaties met cijfer 2                                   |
|           | Onderscheidingsteken voor Langdurige Dienst als officier met jaarteken XXX          |
|           | Luchtmachtmedaille                                                                  |
|           | Vaardigheidsmedaille van de Nederlandse Sport Federatie (NSF)                       |
|           | Elfstedenkruis met cijfer 2                                                         |
|           | VN UNPROFOR-medaille                                                                |
|           | NAVO-medaille voor Voormalig Joegoslavië met cijfer 2                               |
|           | NATO Non-Article 5-medaille met cijfer 2                                            |
|           | Grootofficier in de Kroonorde /Grand officier de l’Ordre de la Couronne (België}    |
|           | Commandeur de la Légion d'honneur (Commandeur in het Legioen van Eer ) (Frankrijk)  |
|           | Ehrenkreuz der Bundeswehr in Gold (Erekruis van de Bundeswehr in goud ) (Duitsland) |

Eichelsheim is gerechtigd tot het dragen van de volgende insignes:
| Insigne | Naam                                                                   |
| ------- | ---------------------------------------------------------------------- |
|         | Militair vliegbrevet KLu                                               |
|         | Insigne voor Optreden onder Gevechtsomstandigheden                     |
|         | Hogere Defensie Vorming (Instituut Defensie Leergangen) ('Gouden zon‘) |

## Persoonlijk
Eichelsheim is getrouwd en heeft een dochter en twee zoons.